# پلیموث ولیانت

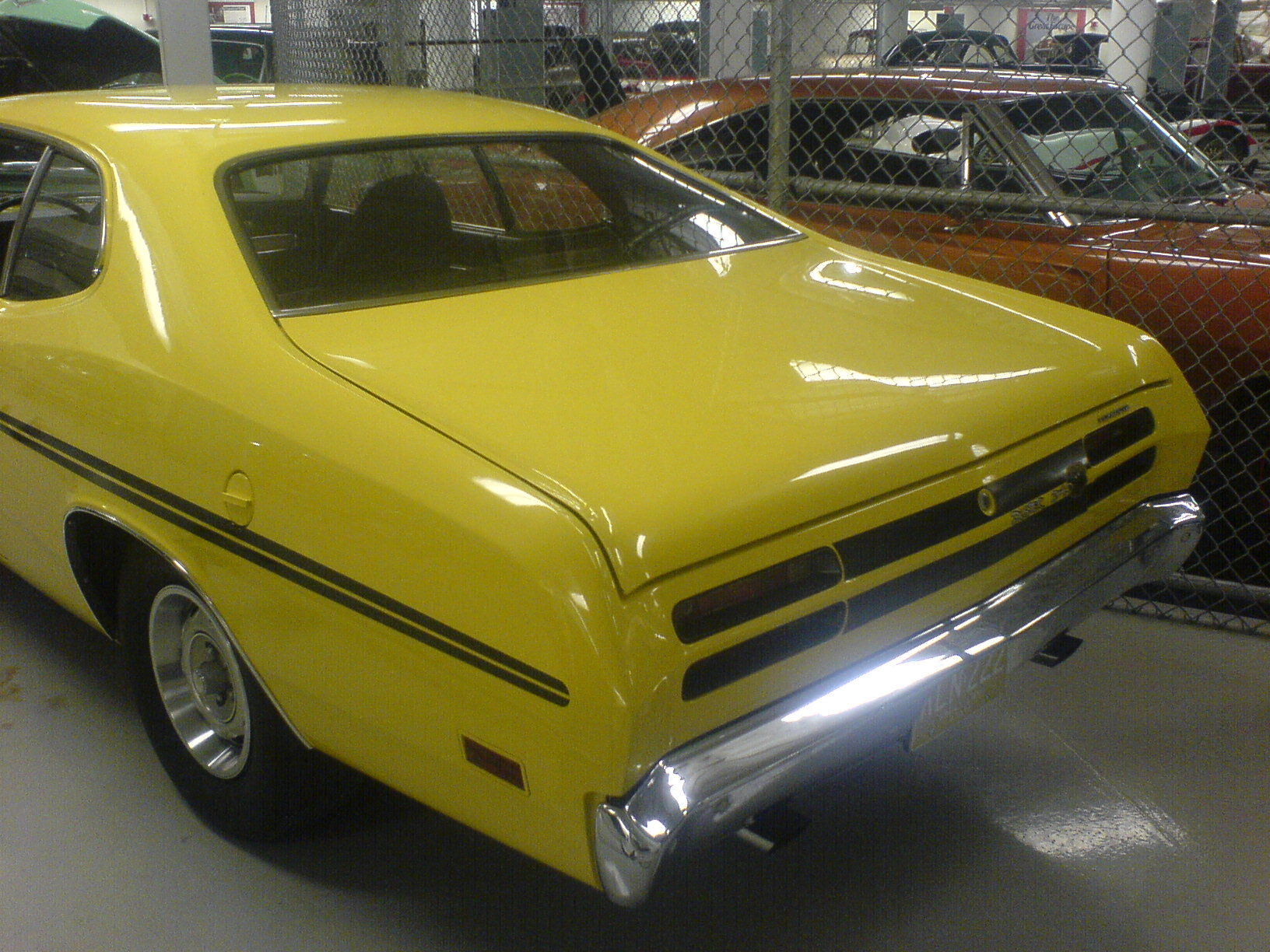

پلیموث ولیانت (Plymouth Valiant) خودرویی است که توسط شرکت پلیموث در سال‌های ۱۹۶۰ تا ۱۹۷۶ تولید شده‌است. طراحی آن خودروهای موتور جلو-محور عقب بوده است.

## نگارخانه

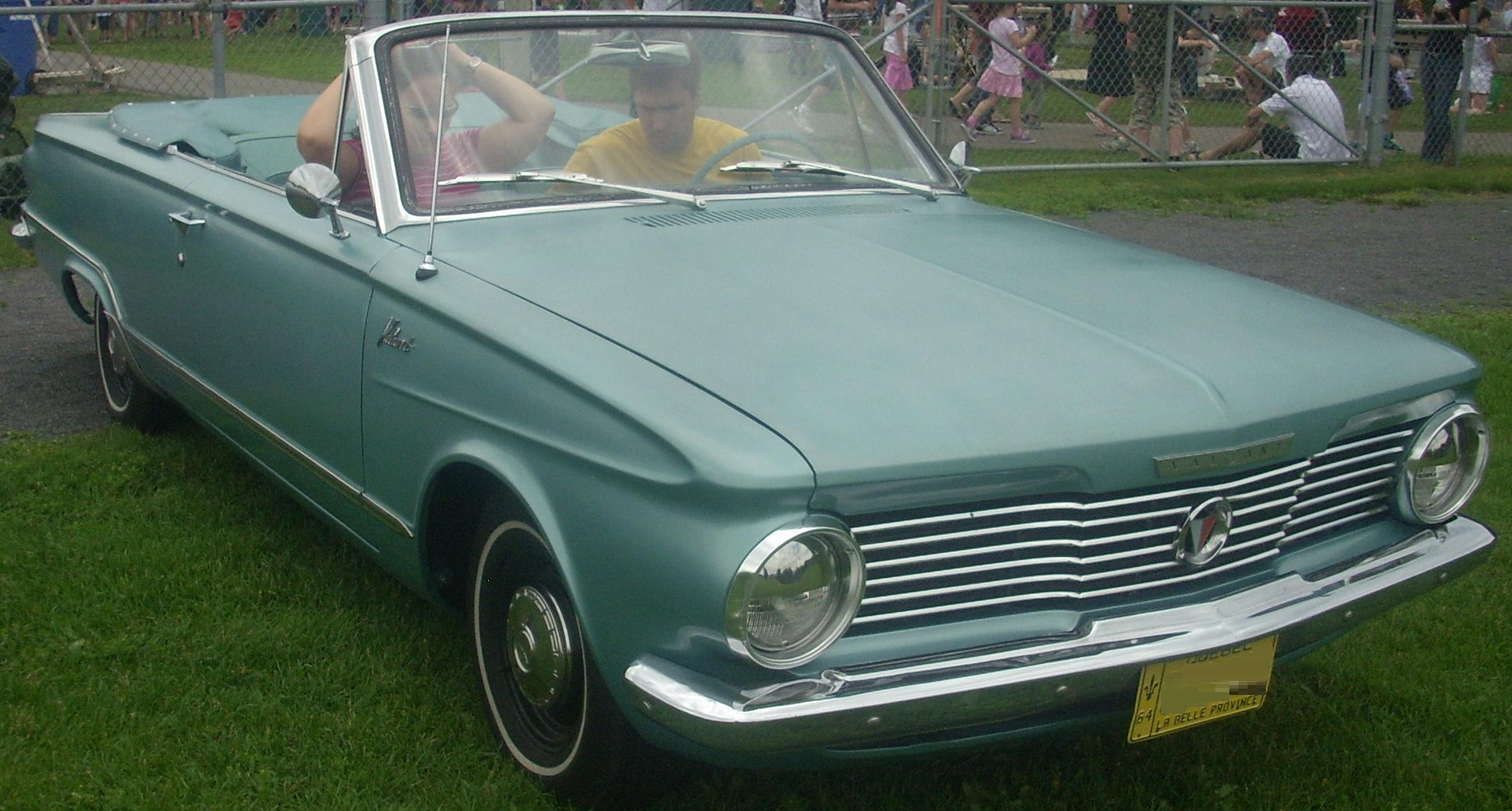
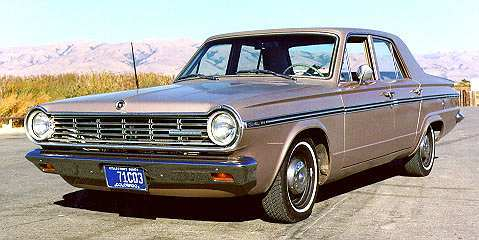
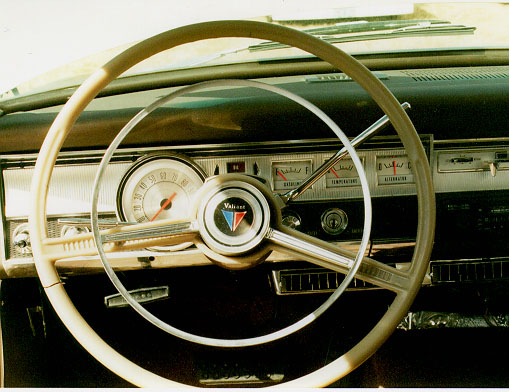